# Peruflaggensylphe
Die Peruflaggensylphe (Ocreatus peruanus) ist eine Vogelart aus der Familie der Kolibris (Trochilidae), die im östlichen Ecuador und im nordöstlichen Peru vorkommt. Der Bestand wird von der IUCN als „nicht gefährdet“ (Least Concern) eingestuft.

## Merkmale
Die männliche Peruflaggensylphe hat einen leuchtend grünen Kopf und einen weißen Fleck hinter dem Auge. Der Rücken ist vollständig grünlich. Ober- und Unterseite schimmern ebenfalls grün und die Flügel sind schwarz. Die Unterschwanzdecken zieren goldengrüne Paillettenflecken und sie haben eine braune Basis. Beim gegabelten Schwanz enden die äußeren Steuerfedern mit breiten, ovalen grünschwarzen Fahnen. Die Außenfahnen haben weiße Spitzen. Wenn das Männchen sitzt, überlappen sich die Fahnen aufgrund einer Krümmung des Federkiels. Die Beinbüschel sind gelbbraun. Beim Weibchen sind der Kopf, der Rücken und der Bürzel bronzegrün. Die Unterseite ist weiß und stark grün gesprenkelt. Es hat nur einen mäßig gegabelten Schwanz, der keine Fahnen an den Enden hat. Die äußeren Steuerfedern haben weiße Spitzen. Es hat ebenfalls gelbbraune Beinbüschel, doch fallen diese etwas kleiner und blasser aus als beim Männchen. Jungtiere ähneln den Weibchen. Der gerade Schnabel ist bei beiden Geschlechtern kurz und schwarz.

### Name
Der Name des Vogels rührt nicht von einer Ähnlichkeit zur Flagge Perus her, sondern bezeichnet einerseits das Verbreitungsgebiet und andererseits die Zugehörigkeit zur Gattung der Flaggensylphen (Ocreatus).

## Lautäußerungen

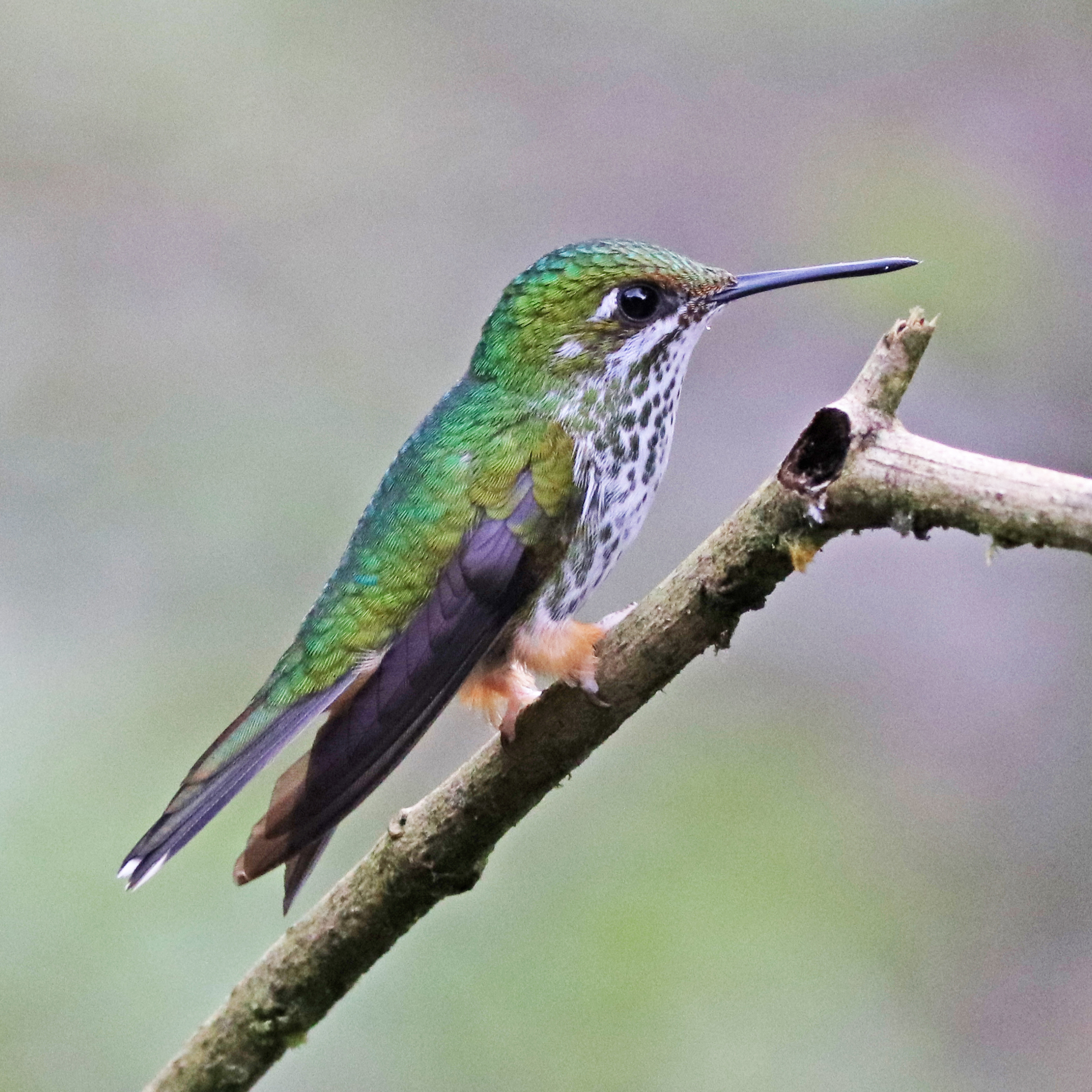
Peruflaggensylphe ♀

Der Gesang der Peruflaggensylphe ist ein schnelles, musikalisches und dehnbares dii'i'i'i'ju'ju-dii'i'i'i'ju'ju. Dies klingt ähnlich wie beim Violettstirn-Brillantkolibri (Heliodoxa leadbeateri (Bourcier, 1843)). Außerdem gibt sie ein kürzeres dju dju von sich, eine Tonlage, die der längeren Variante ähnelt.

## Fortpflanzung
Vermutlich brütet die Peruflaggensylphe das ganze Jahr über. Genaue Daten hierzu fehlen. Ihr Nest baut sie auf horizontalen Zweigen in den Bäumen in sechs bis acht Metern über dem Boden. Das kleine Nest ist kelchförmig und wird aus gelbbraunen Pflanzenfasern und Flechten gebaut. Ein Gelege besteht aus zwei Eiern. Diese werden ausschließlich vom Weibchen 16 bis 17 Tage bebrütet. Die geschlüpften Nestlinge sind am Rücken bräunlich. Nach 19 bis 22 Tagen werden die Nestlinge flügge.

## Verhalten und Ernährung
Das Männchen der Peruflaggensylphe vollführt während der Balz vor dem Weibchen eine Flugshow, bei dem es hörbare Flügelschläge mit hoher Frequenz erzeugt. Diese Show wiederholt es bis zu achtmal in horizontalen Bögen, während das sitzende Weibchen das Geschehen mit Kopfdrehen beobachtet. Nach der Serie horizontaler Flüge geht das Männchen in eine 90°-Abtauchposition und spreizt seine Beinbüschel fast bis zum Kinn. Dazu streckt es seine Steuerfedern vertikal nach oben. Eine Feldstudie in den tropischen Wäldern in Südecuador kam zu dem Ergebnis, dass die Peruflaggensylphe bis zu zwanzig Pflanzenarten als Nektaraufnahme anfliegt. Zu den Pflanzen gehören Guzmania coriostachya, Racinaea undulifolia, Tillandsia barbeyana, Tillandsiacomplanata, Cavendishia bracteata, Cavendishia nobilis var. capitata, Ceratostema reginaldii, Thibaudia floribunda, Elleanthus amethystinoides, Elleanthus bifarius, Elleanthus maculatus, andere Elleanthus-Arten, Masdevallia deformis, Maxillaria aurea, Maxillaria jamesonii, andere Maxillaria-Arten, Palicourea angustifolia, Palicourea luteonivea und Palicourea sulphurea. Des Weiteren gehören Cavendishia und Bromelien zu ihren Nahrungsquellen. Das Futter sucht sie in den Baumkronen, kann aber auch beim Sitzen und Ausruhen in niedrigeren Straten beobachtet werden. Insekten werden im Allgemeinen im Flug gejagt.

## Verbreitung und Lebensraum

Verbreitungsgebiet der Peruflaggensylphe (grün)

Die Peruflaggensylphe ist vom Südosten Ecuadors bis in die Region Huánuco verbreitet. Sie bewegt sich in feuchten Bergwäldern der Ostanden in Höhenlagen von 1000 bis 2400 Metern.

## Migration
Als saisonaler Strichvogel wandert die Peruflaggensylphe während der Brut und nach der Brut in den Höhenlagen.

## Unterarten
Die Art gilt als monotypisch. Lange wurde die Art als Unterart der Grünscheitel-Flaggensylphe Ocreatus underwoodii peruanus betrachtet. Die International Ornithologists’ Union spaltet sie aufgrund von Untersuchungen von Karl-Ludwig Schuchmann, André-Alexander Weller und Dietmar Jürgens ab, die Unterschiede in der Morphologie und dem Balzverhalten herausarbeiteten.

## Etymologie und Forschungsgeschichte
Die Erstbeschreibung der Peruflaggensylphe erfolgte 1849 durch John Gould unter dem Namen Spathura peruana. Typusexemplare stammten aus Peru und befanden sich in der Sammlung von Johann Jakob von Tschudi und George Loddiges, der diese wiederum von Andrew Mathews (–1841) aus der Provinz Moyobamba bekommen hatte. Im Jahr 1846 führte Gould bereits die neue Gattung Ocreatus ein. Das Wort Ocreatus leitet sich aus dem lateinischen Wort ocrea für „Beinkleid, Schenkel“ ab. Der Artname peruanus bezieht sich auf das Land Peru.